# 哈特基 (桑博爾區)
49°31′18″N 23°14′45″E / 49.52167°N 23.24583°E
哈特基（烏克蘭語：Хатки），是烏克蘭西部的村莊，隸屬利維夫州的桑比爾區。該村始建於1375年，面積1.76平方公里，海拔高度287米，2021年人口17，人口密度每平方公里13.64人。